# Pierre Garrouste
Pour les articles homonymes, voir Garrouste.
Pierre Garrouste était le sixième président de la fédération française de rugby à XIII. Il a été en poste de 1967 à 1968. À noter qu'à cette époque la fédération française de rugby à XIII avait pour nom fédération française de jeu à XIII.
 Bâtonnier de Carcassonne il prend la président de la fédération française de rugby à XIII à la suite de la présidence de Raphaël Joué. Durant son mandat de président, il perd son combat juridique pour retrouver le terme de « rugby à XIII ». Toutefois, il assiste à la deuxième finale de Coupe du monde en 1968 disputée par la France perdue contre l'Australie..
Il a été également président des clubs de rugby à XIII de Carcassonne et de Limoux.